# Bode (cráter)

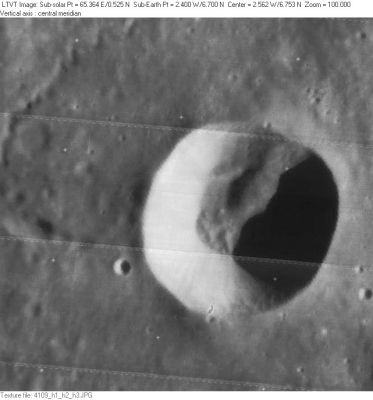
Fotografía de la misión Lunar Orbiter 4

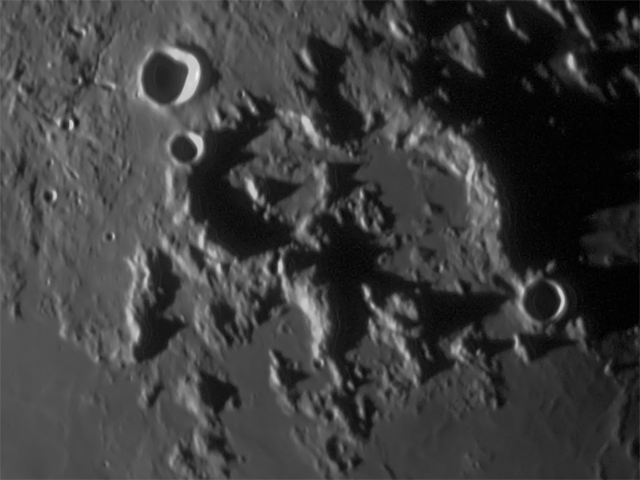
Cráter Bode en la parte superior izquierda de la imagen

Bode es un pequeño cráter de impacto situado cerca de la región central de la Luna, y al noroeste de los cráteres unidos entre sí Pallas y Murchison. Se encuentra en una región de superficie elevada entre el Mare Vaporum al noreste, el Sinus Aestuum al oeste, y el Sinus Medii al sureste.

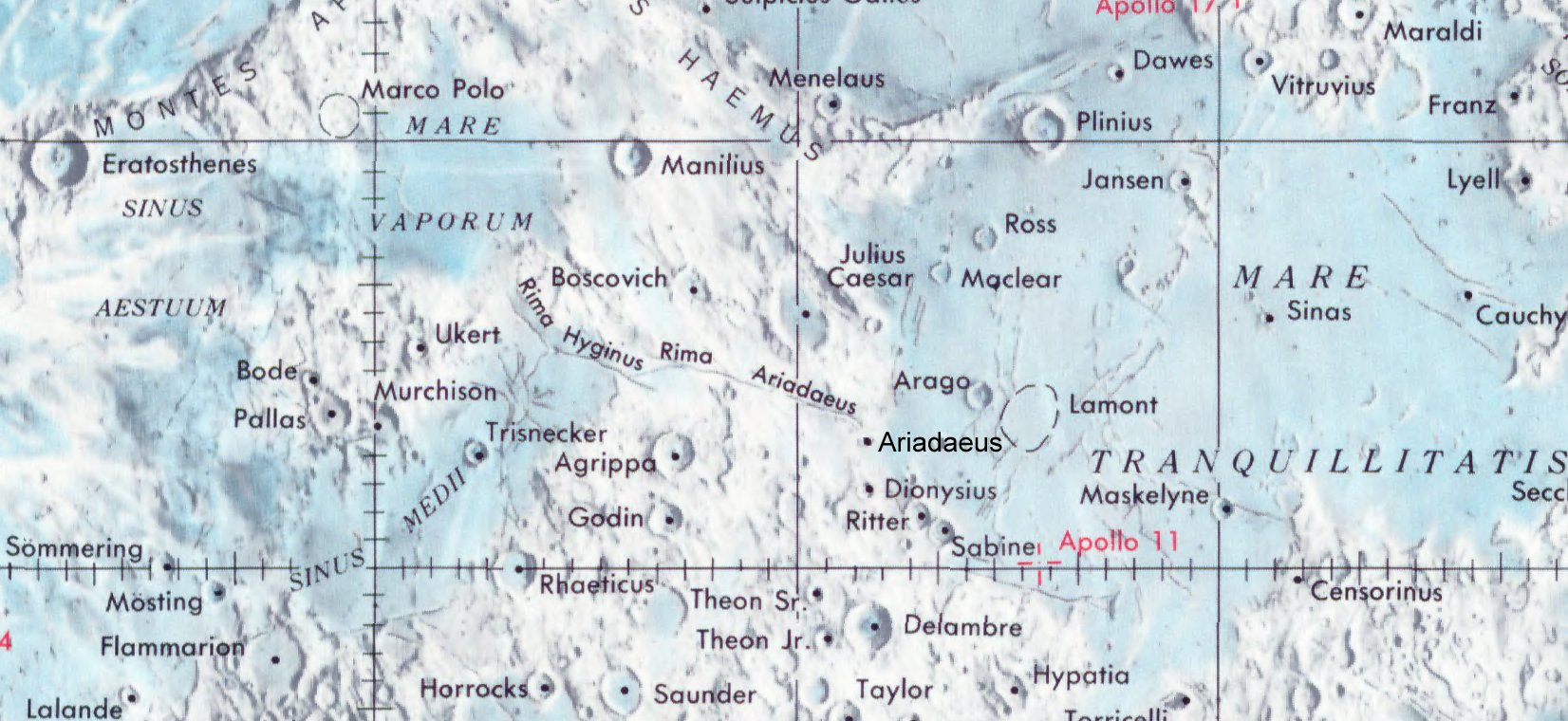
Localización de Bode (centro del cuarto izquierdo de la imagen)

Tiene forma de cuenco, con una pequeña pista interior y una cresta a lo largo de la pared interna hacia el noreste, con un sistema de marcas radiales menor que se extiende a una distancia de unos 130 kilómetros. Al norte y oeste del cráter se encuentra un sistema de grietas denominadas colectivamente Rimae Bode.

## Cráteres satélite
Por convención estos elementos son identificados en los mapas lunares poniendo la letra en el lado del punto medio del cráter que está más cerca de Bode.
|      | \| Bode \| Coordenadas \| Diámetro \| \| ---- \| --------------------------- \| -------- \| \| A \| 9°00′N 1°12′O / 9.0, -1.2 \| 12 km \| \| B \| 8°42′N 3°06′O / 8.7, -3.1 \| 10 km \| \| C \| 12°12′N 4°48′O / 12.2, -4.8 \| 7 km \| \| D \| 7°12′N 3°18′O / 7.2, -3.3 \| 4 km \| \| E \| 12°24′N 3°24′O / 12.4, -3.4 \| 7 km \| \| G \| 6°24′N 3°30′O / 6.4, -3.5 \| 4 km \| \| H \| 12°12′N 6°30′O / 12.2, -6.5 \| 4 km \| \| K \| 9°18′N 2°18′O / 9.3, -2.3 \| 6 km \| \| L \| 5°36′N 3°48′O / 5.6, -3.8 \| 5 km \| \| N \| 10°54′N 3°54′O / 10.9, -3.9 \| 6 km \| |          |
| Bode | Coordenadas | Diámetro |
| A    | 9°00′N 1°12′O / 9.0, -1.2 | 12 km    |
| B    | 8°42′N 3°06′O / 8.7, -3.1 | 10 km    |
| C    | 12°12′N 4°48′O / 12.2, -4.8 | 7 km     |
| D    | 7°12′N 3°18′O / 7.2, -3.3 | 4 km     |
| E    | 12°24′N 3°24′O / 12.4, -3.4 | 7 km     |
| G    | 6°24′N 3°30′O / 6.4, -3.5 | 4 km     |
| H    | 12°12′N 6°30′O / 12.2, -6.5 | 4 km     |
| K    | 9°18′N 2°18′O / 9.3, -2.3 | 6 km     |
| L    | 5°36′N 3°48′O / 5.6, -3.8 | 5 km     |
| N    | 10°54′N 3°54′O / 10.9, -3.9 | 6 km     |